# 七块石头 (电视剧)
《七塊石頭》（波斯語：‎，羅馬化：Haft Sang），是伊朗伊斯兰共和国广播电视台播放的一部电视剧，讲述了一个非传统大家庭的故事。电视剧以伊朗流行的一种同名儿童游戏命名，于2014年6月29日开播。该剧是对美国电视剧《摩登家庭》逐帧翻拍，但并未得到美国方面的授权。剧中根据伊朗文化删改了许多情节与角色。

## 人物
| 《七塊石頭》角色名  | 《摩登家庭》对应角色 |
| ------------------- | -------------------- |
| 莫森（Mohsen）      | 菲尔·邓菲            |
| 莱拉（Leila）       | 克莱尔·邓菲          |
| 沙欣（Shaahin）     | 卢克·邓菲            |
| 沙迪（Shadi）       | 亚历克斯·邓菲        |
| 阿米尔（Amir）*     | 海莉·邓菲            |
| 阿努什（Anoush）    | 迪蘭·马歇尔          |
| 纳西尔（Nasir）     | 杰·普里切特          |
| 梅里（Mehri）       | 歌洛莉亚·普里切特    |
| 哈默德（Hamed）     | 曼尼·德尔加多        |
| 贝鲁兹（Behrooz）** | 米切尔·普里切特      |
| 埃勒姆（Elham）**   | 卡梅伦·塔克          |

*海莉·邓菲的角色以一名青少年男孩阿米尔代替。同时，由于伊朗电视节目不允许描绘男生与女生的爱情。因此，海莉的男友，迪兰，则在剧中被改为阿米尔的朋友阿努什。
**伊朗电视节目无法播放同性恋剧情。同性伴侣米切尔和小卡被改为了一对异性恋夫妇贝鲁兹和埃勒姆，他们收养孩子的原因是埃勒姆不育。

## 与原剧的差异
《七块石头》每集时长40-50分钟，是《摩登家庭》的两倍。该剧将原剧的许多元素进行了删改，以符合伊斯兰教法和伊朗社会价值观。在剧中，所有9岁以上的女性角色都戴上了希贾布。饮酒的画面也进行了删除。原剧的同性伴侣角色米切尔·普里切特和卡梅伦·塔克被换成了一对异性恋夫妻。同时，编剧将剧中的许多角色性别进行了更换，以便使角色之间即便未婚或没有血缘关系也可以相互交流。

## 反响与争议
电视剧播出后在社交媒体和伊朗当地媒体引发了对节目的优劣和翻拍质量的激烈争论。该电视剧播出时间正值斋月，伊朗新闻网站mashreghnews.ir称电视剧的内容对于斋月来说过于“肤浅和不着边际”。而《世界報》则认为“我们需要关注的点在于这部电视剧是一部宣传同性恋的电视剧之翻拍”。
该剧是对美国电视剧《摩登家庭》逐帧翻拍。但《摩登家庭》剧组的一名代表表示该剧的拍摄并没有得到美国方面的授权，此外则未作更多评论。2014年，伊朗議會文化委员会发言人阿里·塔赫里（Ali Taheri）表示，伊朗伊斯兰共和国广播电视台负责人将被要求出庭参加立法会议，以接受节目的原创性的质询。但伊朗版权法不完善，该节目不太可能受到法律处罚。同时，《七塊石頭》的演员和工作人员否认该剧是《摩登家庭》的翻拍。导演阿斯哈·法哈蒂声称他只是借鉴了美国电视剧的主要结构。